# Chauvetia taeniata
Chauvetia taeniata is een slakkensoort uit de familie van de Buccinidae. De wetenschappelijke naam van de soort is voor het eerst geldig gepubliceerd in 2010 door Gofas & Oliver.